# Banca dei regolamenti internazionali
La Banca dei Regolamenti Internazionali (BRI; in inglese: Bank for International Settlements, BIS) è un'organizzazione internazionale avente sede sociale a Basilea, in Svizzera. Fondata nel 1930 in attuazione del Piano Young, essa è la più antica istituzione finanziaria internazionale.
Pur essendo un'organizzazione internazionale, la BRI è strutturata come una società anonima per azioni, avente un Consiglio di amministrazione e un direttore generale; tuttavia, le sue azioni possono essere sottoscritte unicamente da banche centrali o da istituti finanziari designati. Attualmente possiedono quote azionarie, e sono pertanto rappresentate alle sedute dell'Assemblea generale, 60 banche centrali, fra cui la Banca centrale europea.
Il principale scopo dell'organizzazione è promuovere la cooperazione tra la banche centrali. Al contempo la BRI fornisce specifici servizi finanziari in qualità di "banca delle banche centrali" (cioè funge da banca centrale per le banche centrali che, nel mondo, sono azioniste della BRI stessa) e opera come agente o mandataria (trustee) nei pagamenti internazionali che le vengono affidati. Infine la BRI rappresenta oggi un rinomato centro internazionale di ricerca in ambito finanziario, monetario ed economico.
Da gennaio 2022 il presidente del Consiglio di amministrazione (Board of Directors) è l'attuale governatore della Banque de France, François Villeroy de Galhau. Il suo direttore generale è, dal 1º luglio 2025, lo spagnolo Pablo Hernández de Cos.

## Storia
La Banca dei regolamenti internazionali nasce nel 1930, in ottemperanza di uno dei punti fondamentali che costituivano il piano Young. Tale piano economico si prefiggeva infatti l'obiettivo di riconsiderare e ricalibrare l'annosa questione delle riparazioni di guerra che la Germania, uscita sconfitta dalla prima guerra mondiale, doveva ancora onorare nei confronti dei vincitori. A tal fine nel 1924 era già stato formulato il piano Dawes, il quale tuttavia non era riuscito a delineare con sufficiente chiarezza una regolamentazione stabile delle riparazioni di guerra.
Per questa ragione il 7 giugno 1929 un comitato di esperti, formato da due delegati per ciascuno dei governi di Belgio, Francia, Germania, Giappone, Italia, Regno Unito e Stati Uniti d'America, si riunì a Parigi e in tale occasione il piano venne accettato dal governo tedesco e fu data via libera alla fondazione della BRI. Lo statuto della banca fu stilato durante la Conferenza dei banchieri internazionali tenutasi a Baden Baden il successivo novembre e fu ufficialmente adottata nel corso della II Conferenza dell'Aia il 20 gennaio 1930.
Fra gli uomini che più di altri contribuirono alla costituzione della BRI si segnalano l'allora governatore della Banca d'Inghilterra, Montagu Norman, e l'allora ministro delle finanze tedesco Hjalmar Schacht. Nel periodo 1933-45 all'interno del CdA della BRI sedettero alcuni tra i maggiori gerarchi nazisti, come Walter Funk ed Emil Puhl - entrambi condannati durante il processo di Norimberga - così come altri personaggi vicini al regime come Herman Schmitz ed il Barone von Schroeder, proprietario della Banca J.H. Stein, dove erano custoditi i beni della Gestapo. Alla fine della guerra la BRI fu accusata di aver aiutato il governo nazista nell'opera di predazione dei beni appartenenti ai paesi occupati durante la seconda guerra mondiale.
Come risultato di queste accuse, alla conferenza di Bretton Woods del luglio 1944, la Norvegia propose la "liquidazione della Banca dei regolamenti internazionali, il più presto possibile". Ciò provocò un acceso dibattito che sfociò in un palese disaccordo tra le delegazioni americana e britannica. La liquidazione della banca venne sostenuta da altri delegati europei, così come dagli Stati Uniti, ma trovò la ferma opposizione del capo della delegazione britannica John Keynes. Alla fine lo scioglimento della BRI venne approvato, tuttavia la liquidazione della banca non fu mai intrapresa. La delegazione britannica, infatti, non si arrese e, quando il presidente statunitense Roosevelt (favorevole alla decisione) morì nell'aprile 1945, il suo successore Harry Truman, persuaso dagli inglesi, decise di cambiare posizione e di sostenere la sospensione dello scioglimento; nel 1948 la decisione di liquidare la BRI venne poi ufficialmente rovesciata.
Rimasta in piedi, la Banca adeguò il suo statuto alla nuova situazione postbellica, in modo che tutte le banche centrali europee, comprese quelle dei paesi socialisti (con l'eccezione dell'Unione sovietica e Germania Est), decisero di aderirvi. Tra il 1962 e il 1971, l'attenzione della BRI fu posta nel coordinare le risposte alle crisi valutarie, in stretta collaborazione con il Gruppo dei dieci. Dal 1971, con la fine del sistema dei cambi fissi, focalizzò la sua missione nella vigilanza bancaria ed assicurativa.
Nel 2013 la Banca d'Inghilterra pubblicò un dossier risalente agli anni '40 in cui descrive la richiesta avanzata dalla BRI per consentire il transito 5,6 milioni di sterline in oro dalla Banca Nazionale Ceca alla Reichsbank.

## Organizzazione

Attuali azionisti della BRI.

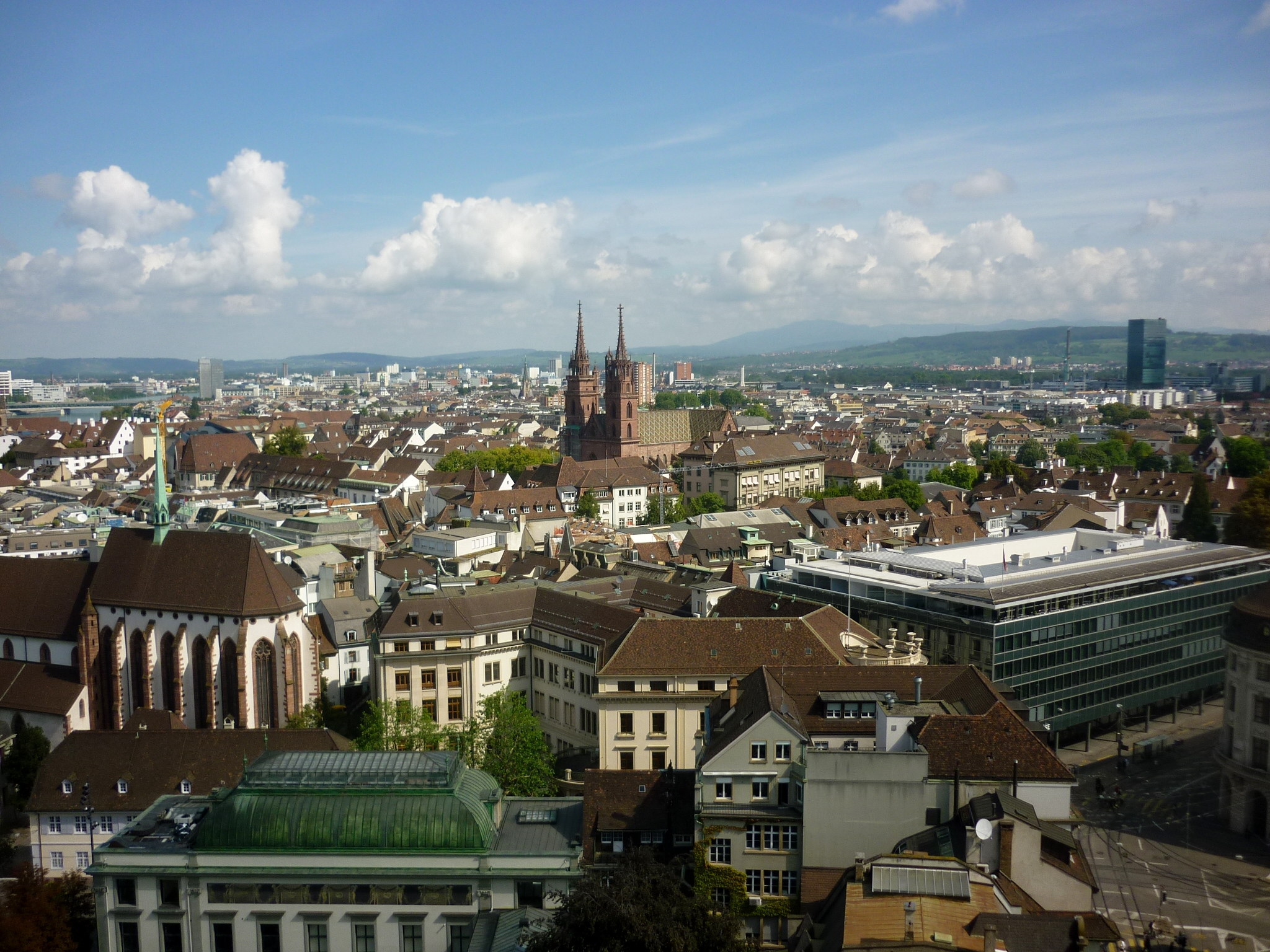
Basilea, sede della BRI dal 1930

Secondo lo statuto, rivisto per l'ultima volta nel novembre 2016:
- La BRI è una società anonima per azioni con sede legale a Basilea (artt.1 e 2).
- Dal sito istituzionale non risulta pubblico l'elenco degli azionisti. Nello statuto sono menzionati come membri le banche centrali di Belgio, Francia, Germania, Gran Bretagna, Italia e Stati Uniti.
- Il capitale sociale di 3 miliardi di Diritti Speciali di Prelievo è composto da 600.000 azioni nominative alla pari senza diritto di voto, trasferibili soltanto con l'approvazione dell'istituto ai soggetti autorizzati. Le azioni non possono essere emesse sotto la pari, conferiscono una responsabilità agli azionisti pari al loro valore nominale, non hanno diritti privilegiati. Le azioni conferiscono identici diritti di partecipazione agli utili e attività della banca, ma non danno diritto di voto.
- Possono essere azionisti della BRI le banche centrali o gli istituti finanziari designati dal Consiglio di amministrazione (art. 15).
- Le decisioni spettano alle banche centrali, in quanto le azioni non comportano diritto di voto (artt. 14 e 15).
- Il Consiglio di amministrazione delibera a maggioranza, non con l'unanimità dei voti. Tuttavia, non può determinare una politica monetaria mondiale, che prevalga su quelle delle nazioni partecipanti. Le operazioni "devono conformarsi alla politica monetaria delle Banche Centrali dei Paesi interessati": le banche centrali interessate da qualunque tipo di operazione hanno diritto di veto sull'esecuzione di queste (art. 19). In questo senso, l'organizzazione è un coordinamento (paritetico) fra banche centrali.
- La BRI non può prestare somme ai governi o detenere quote di imprese, o emettere moneta (art. 24).
- La Banca (e i suoi dipendenti) godono dell'immunità di giurisdizione, e i beni dell'Istituto dell'immunità di esecuzione. L'immunità è estesa a tutto il campo penale, e ammette deroghe per specifiche rinunce dei diretti interessati o per "azioni civili o commerciali risultanti da transazioni bancarie o finanziarie".

Il comitato di Basilea, che si propone di promuovere la cooperazione in ambito prudenziale e migliorare la qualità della vigilanza bancaria, ed è all'origine della normativa di Basilea 3, è parte della Banca dei regolamenti internazionali.
I tre organi decisionali più importanti sono:
- l'Assemblea generale delle banche centrali aderenti;
- il Consiglio di amministrazione;
- la Direzione.

### Assemblea generale
Attualmente l'Assemblea generale è composta da tutte le 60 banche centrali aderenti alla BRI. Il diritto di voto nell'Assemblea è proporzionale al numero di azioni emesse nel Paese cui la Banca centrale appartiene. Le principali decisioni di competenza di quest'organo sono la distribuzione dei dividendi e dei profitti, l'approvazione del rapporto annuale e del bilancio, la revisione delle remunerazioni dei membri del Consiglio di amministrazione e la selezione degli uditori esterni.
Generalmente, l'Assemblea si tiene una volta l'anno alla fine di giugno o all'inizio di luglio.

### Consiglio di amministrazione
Il Consiglio di amministrazione della BRI è composto da un massimo di 21 membri, fra cui 6 membri di diritto (i governatori delle banche centrali di Belgio, Francia, Germania, Italia, Regno Unito e Stati Uniti), ciascuno dei quali può nominare un altro membro del consiglio della propria nazionalità. Fanno inoltre parte del Consiglio fino ad un massimo di altri nove governatori di altre banche centrali (attualmente quelli di Brasile, Canada, Cina, Giappone, India, Paesi Bassi, Svezia, Svizzera e Banca centrale europea).
È compito del Consiglio determinare la politica generale della BRI. Deve riunirsi almeno sei volte l'anno.
Il Consiglio di amministrazione elegge al suo interno un presidente ed un vicepresidente, entrambi con un mandato di tre anni.
Quelli che seguono sono i componenti del Consiglio di amministrazione della BRI al 1º dicembre 2017:
| - Jens Weidmann, Francoforte sul Meno (Presidente) - Mark Carney, Londra - Andreas Dombret, Francoforte sul Meno - Mario Draghi, Francoforte sul Meno - William C. Dudley, New York |  | - Ilan Goldfajn, Brasília - Stefan Ingves, Stoccolma - Thomas Jordan, Zurigo - Klaas Knot, Amsterdam - Haruhiko Kuroda, Tokyo |  | - Anne Le Lorier, Parigi - Fabio Panetta, Roma - Urjit R. Patel, Mumbai - Stephen S. Poloz, Ottawa - Jan Smets, Bruxelles |  | - François Villeroy de Galhau, Parigi - Ignazio Visco, Roma - Pierre Wunsch, Bruxelles - Janet L. Yellen, Washington D.C. - Zhou Xiaochuan, Pechino |

### Direttore generale
Il compito del direttore generale è quello di eseguire le decisioni prese dal Consiglio di amministrazione. Fin dalla nascita della BRI, tranne due, tutti i direttori generali sono stati europei, in gran parte francesi.
| Nome                   | Nazionalità | Periodo     |
| ---------------------- | ----------- | ----------- |
| Pablo Hernández de Cos | Spagna      | Dal 2025    |
| Agustín Carstens       | Messico     | 2017 - 2025 |
| Jaime Caruana          | Spagna      | 2009 - 2017 |
| Malcolm Knight         | Canada      | 2003 – 2009 |
| Andrew Crockett        | Regno Unito | 1994 – 2003 |
| Alexandre Lamfalussy   | Belgio      | 1985 – 1993 |
| Gunther Schleiminger   | Germania    | 1981 – 1985 |
| René Larre             | Francia     | 1971 – 1981 |
| Gabriel Ferras         | Francia     | 1963 – 1970 |
| Guillaume Guindey      | Francia     | 1958 – 1963 |
| Roger Auboin           | Francia     | 1938 – 1958 |
| Pierre Quesnay         | Francia     | 1930 – 1937 |

## Critiche
Forti critiche all'istituto finanziario sono state mosse dall'economista e autore olandese Roland Bernard, il quale sostiene che attraverso la BRI sono state fatte passare, a partire dalla sua fondazione, numerose operazioni al limite dell'etica e della legalità, a cominciare dagli affari che inglesi e americani avrebbero intrattenuto con i tedeschi durante la seconda guerra mondiale, in particolare in occasione della vendita dell'oro sequestrato dai nazisti agli ebrei tedeschi: «Tutto ciò che non poteva sopportare la luce del giorno, passava attraverso di essa, con un mezzo subdolo».